# Argyrophora variabilis
Argyrophora variabilis là một loài bướm đêm trong họ Geometridae.